# Xã Pike, Quận Perry, Ohio
Xã Pike (tiếng Anh: Pike Township) là một xã thuộc quận Perry, tiểu bang Ohio, Hoa Kỳ. Năm 2010, dân số của xã này là 6.923 người.